# Lūshādī
Lūshādī (persiska: Lūshā Deh, لوشادی) är en ort i Iran.   Den ligger i provinsen Gilan, i den nordvästra delen av landet, 200 km nordväst om huvudstaden Teheran. Lūshādī ligger 386 meter över havet och antalet invånare är 103.
Terrängen runt Lūshādī är kuperad åt nordväst, men åt sydost är den bergig. Runt Lūshādī är det ganska tätbefolkat, med 155 invånare per kvadratkilometer. Närmaste större samhälle är Lāhījān, 19,5 km norr om Lūshādī. I omgivningarna runt Lūshādī växer i huvudsak blandskog.